# Dolmen de Can Gol II
El Dolmen de Can Gol II és un monument megalític que es troba al Parc de la Serralada Litoral, a la Roca del Vallès (Vallès Oriental), declarat Bé cultural d'interès local.
És el més petit de tot el susdit parc.

## Descripció
És un dolmen del tipus cista petita (tot i que hi ha especialistes que el consideren una galeria catalana petita) i molt modest (1,70 x 1,20 m). Només se'n conserven tres de les quatre lloses verticals que formaven la planta sepulcral i hi manca també la coberta. S'hi observen restes parcials del túmul que el cobria, el qual tindria uns 6 metres de diàmetre. Les cantonades estan orientades als quatre punts cardinals, mentre que l'entrada es troba orientada al sud-est. Hom suposa que fou bastit durant el Calcolític (2200-1800 aC). El van excavar Josep Estrada el 1946 i posteriorment Jaume Ventura i Pau Ubach: s'hi van trobar un petit fragment de ganivet, puntes de sageta, ascles de sílex i fragments de ceràmica.

## Accés
És ubicat a la Roca del Vallès: sortint del dolmen de Can Gol I, seguim l'accés cap a la Roca Foradada de Can Gol i ens aturem en arribar a l'estaca i el trencall a la dreta que mena a aquesta roca. Just en aquest punt, a l'esquerra surt un corriolet poc fressat que porta al dolmen (situat 85 metres dins del bosc). Coordenades: x=443237 y=4601912 z=220. UTM: 31 N - 443146 - 4601702.